# Staatsgalerie Würzburg
Die Staatsgalerie Würzburg im Nordflügel der Würzburger Residenz zeigt seit 1974 einen Teil der Bayerischen Staatsgemäldesammlungen.
Präsentiert werden venezianischer Gemälde des 17. und 18. Jahrhunderts sowie weitere Bilder, welche mit der venezianischen Malerei dieser Epoche in enger Verbindung stehen. Besondere Ausstellungsstücke sind Werke des Giovanni Battista Tiepolo und seines Sohnes Giandomenico, die während ihrer Würzburger Jahre entstanden. Durch den Ausstellungsort soll auch an das Deckenfresko im Treppenhaus der Würzburger Residenz angeknüpft werden.

## Räumlichkeiten
Der Nordoval-Galeriesaal wurde 1770 unter Fürstbischof Adam Friedrich von Seinsheim als Operntheater eingerichtet, jedoch nur etwa 20 Jahre als Theatersaal genutzt. Er fand dann unterschiedliche Verwendung, bis er 1931/32 zur Galerie umgestaltet wurde.